# 褐花灯心草
褐花灯心草（学名：Juncus thomsonii var. fulvus）是灯心草科灯心草属展苞灯心草的变种。分布在中国大陆的西藏等地，生长于海拔5,000米的地区，多生长在山坡草丘上，目前尚未由人工引种栽培。